# Кънейдиън (окръг, Оклахома)
Окръг Кънейдиън (на английски: Canadian County) е окръг в щата Оклахома, Съединени американски щати. Площта му е 2344 km², а населението – 115 541 души (2010). Административен център е град Ел Рино.